# Joel Marston
Joel Marston (Washington D.C., 30 maart 1922 – Jacksonville (Florida), 18 oktober 2012) was een Amerikaans acteur.  
Naast zijn acteerwerk was Joel Marston internationaal bekend als Chowchow-fokker.

## Filmografie
- There's a Girl in My Heart (1949)
- Jiggs and Maggie in Jackpot Jitters (1949, niet op aftiteling)
- Forgotten Women (1949, niet op aftiteling)
- Mississippi Rhythm (1949)
- The Sky Dragon (1949)
- The West Point Story (1950, niet op aftiteling)
- Purple Heart Diary (1951, niet op aftiteling)
- FBI Girl (1951)
- Force of Arms (1951, niet op aftiteling)
- The Red Badge of Courage (1951, niet op aftiteling)
- The Turning Point (1952, niet op aftiteling)
- The Steel Trap (1952, niet op aftiteling)
- Flat Top (1952, niet op aftiteling)
- Battle Zone (1952, niet op aftiteling)
- Just for You (1952, niet op aftiteling)
- Old Oklahoma Plains (1952)
- Fighter Attack (1953)
- Forever Female (1953, niet op aftiteling)
- Crazylegs (1953)
- Clipped Wings (1953, niet op aftiteling)
- The Caddy (1953, niet op aftiteling)
- The War of the Worlds (1953, niet op aftiteling)
- The Girls of Pleasure Island (1953, niet op aftiteling)
- White Lightning (1953, niet op aftiteling)
- The Night Holds Terror (1955)
- Battle Taxi (1955)
- Julie (1956)
- The Disembodied (1957)
- Home Before Dark (1958)
- The Fearmakers (1958)
- The Decks Ran Red (1958)
- The Last Voyage (1960)
- Ring of Fire (1961)
- II Harlow (1965)
- Point of Terror (1973)
- Heaven Can Wait (1978)

## Televisieseries
- Space Patrol (1952, 1953 en 1954)
- Fireside Theatre (1952)
- The Cisco Kid (1952), 2 afleveringen
- Dragnet (1953)
- The George Burns and Gracie Allen Show (1954 en 1955)
- Waterfront (1954)
- My Little Margie (1955)
- The Public Defender (1955)
- Treasury Men in Action (1955)
- Matinee Theatre (1956)
- Boots and Saddles (1958)
- Sally (1958)
- Flight (1958)
- Tales of the Vikings (1959 en 1960), 3 afleveringen
- The Law and Mr. Jones (1960)
- Bourbon Street Beat (1960)
- The Loretta Young Show (1960)
- The Lucy Show (1965 en 1966), 3 afleveringen
- Branded (1965)
- McMillan & Wife (1971)
- General Hospital (1974)
- Flamingo Road (1982), 3 afleveringen
- T.J. Hooker (1983 en 1986)